# Saint-Pourçain-sur-Besbre
Pour les articles homonymes, voir Saint-Pourçain et Besbre (homonymie).
Saint-Pourçain-sur-Besbre est une commune française située dans le département de l'Allier, en région Auvergne-Rhône-Alpes.

## Géographie
Ses communes limitrophes sont :
| Thiel-sur-Acolin | Dompierre-sur-Besbre      | Diou               |
|                  | Saint-Pourçain-sur-Besbre | Saligny-sur-Roudon |
|                  | Vaumas                    |                    |

### Climat
Pour des articles plus généraux, voir Climat d'Auvergne-Rhône-Alpes et Climat de l'Allier.
En 2010, le climat de la commune est de type climat océanique dégradé des plaines du Centre et du Nord, selon une étude du CNRS s'appuyant sur une série de données couvrant la période 1971-2000. En 2020, Météo-France publie une typologie des climats de la France métropolitaine dans laquelle la commune est exposée à un climat océanique altéré et est dans la région climatique Centre et contreforts nord du Massif Central, caractérisée par un air sec en été et un bon ensoleillement.
Pour la période 1971-2000, la température annuelle moyenne est de 11,4 °C, avec une amplitude thermique annuelle de 16,5 °C. Le cumul annuel moyen de précipitations est de 816 mm, avec 11,4 jours de précipitations en janvier et 7,6 jours en juillet. Pour la période 1991-2020, la température moyenne annuelle observée sur la station météorologique de Météo-France la plus proche, sur la commune de Saint-Léon à 9 km à vol d'oiseau, est de 11,7 °C et le cumul annuel moyen de précipitations est de 857,2 mm,. Pour l'avenir, les paramètres climatiques de la commune estimés pour 2050 selon différents scénarios d'émission de gaz à effet de serre sont consultables sur un site dédié publié par Météo-France en novembre 2022.

## Urbanisme

### Typologie
Au 1er janvier 2024, Saint-Pourçain-sur-Besbre est catégorisée commune rurale à habitat très dispersé, selon la nouvelle grille communale de densité à 7 niveaux définie par l'Insee en 2022.
Elle est située hors unité urbaine. Par ailleurs la commune fait partie de l'aire d'attraction de Moulins, dont elle est une commune de la couronne,. Cette aire, qui regroupe 64 communes, est catégorisée dans les aires de 50 000 à moins de 200 000 habitants,.

### Occupation des sols

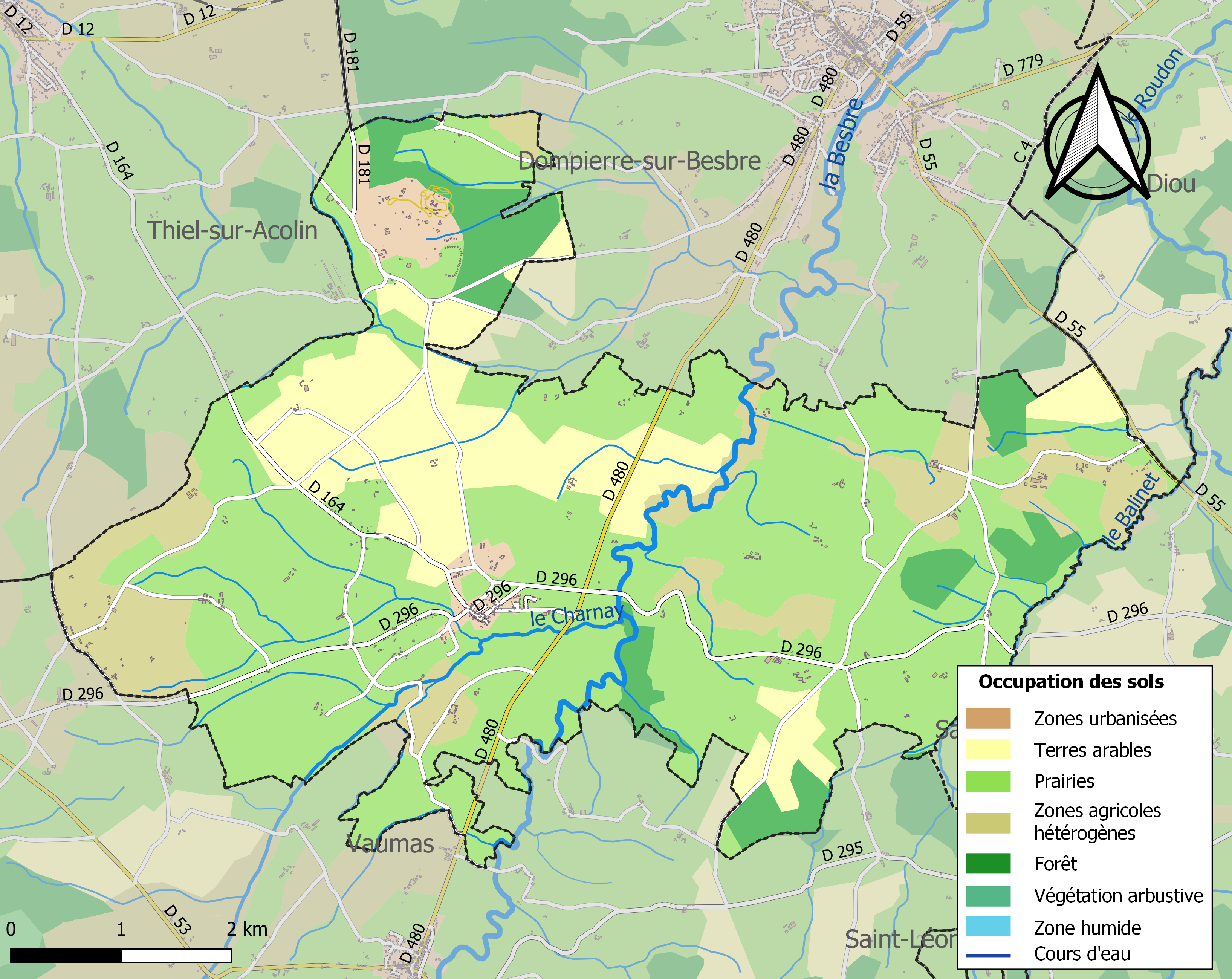
Carte des infrastructures et de l'occupation des sols de la commune en 2018 (CLC).

L'occupation des sols de la commune, telle qu'elle ressort de la base de données européenne d’occupation biophysique des sols Corine Land Cover (CLC), est marquée par l'importance des territoires agricoles (89,6 % en 2018), en diminution par rapport à 1990 (90,5 %). La répartition détaillée en 2018 est la suivante : prairies (60,6 %), terres arables (16,3 %), zones agricoles hétérogènes (12,7 %), forêts (7,5 %), espaces verts artificialisés, non agricoles (1,9 %), zones urbanisées (1 %).
L'IGN met par ailleurs à disposition un outil en ligne permettant de comparer l'évolution dans le temps de l'occupation des sols de la commune (ou de territoires à des échelles différentes). Plusieurs époques sont accessibles sous forme de cartes ou photos aériennes : la carte de Cassini (XVIIIe siècle), la carte d'état-major (1820-1866) et la période actuelle (1950 à aujourd'hui).

## Histoire
Pendant la Révolution française, la ville prit le nom de Besbre-la-Montagne.

## Politique et administration

### Découpage territorial
Par arrêté préfectoral du 2 janvier 2024, la commune est retirée le 1er janvier 2024 de l'arrondissement de Moulins et rattachée à l'arrondissement de Vichy.

### Liste des maires
| Période                                  | Période                      | Identité         | Étiquette | Qualité |
| ---------------------------------------- | ---------------------------- | ---------------- | --------- | --- |
| Les données manquantes sont à compléter. |                              |                  |           | |
| avant 1995                               | ?                            | Louis Gibbe      |           | |
| mars 2001                                | mars 2008                    | Bernard Lefaure  | DVG       | |
| mars 2008                                | mars 2014                    | Gérald Bacconier |           | |
| mars 2014                                | En cours (au 8 juillet 2020) | Fabrice Maridet  | DVD       | Cadre éducatif 1er vice-président de la communauté de communes Entr'Allier Besbre et Loire Conseiller départemental du canton de Dompierre-sur-Besbre (depuis 2021) 9e vice-président du conseil départemental de l'Allier chargé des ressources humaines et de l'administration générale (depuis 2021) |

## Population et société

### Démographie
L'évolution du nombre d'habitants est connue à travers les recensements de la population effectués dans la commune depuis 1793. Pour les communes de moins de 10 000 habitants, une enquête de recensement portant sur toute la population est réalisée tous les cinq ans, les populations de référence des années intermédiaires étant quant à elles estimées par interpolation ou extrapolation. Pour la commune, le premier recensement exhaustif entrant dans le cadre du nouveau dispositif a été réalisé en 2004.

En 2022, la commune comptait 368 habitants, en évolution de −15,79 % par rapport à 2016 (Allier : −1,38 %, France hors Mayotte : +2,11 %).
| 1793 | 1800 | 1806 | 1821 | 1831 | 1836 | 1841 | 1846 | 1851 |
| ---- | ---- | ---- | ---- | ---- | ---- | ---- | ---- | ---- |
| 666  | 417  | 600  | 616  | 636  | 645  | 653  | 645  | 687  |

| 1856 | 1861 | 1866 | 1872 | 1876 | 1881 | 1886 | 1891 | 1896 |
| ---- | ---- | ---- | ---- | ---- | ---- | ---- | ---- | ---- |
| 695  | 712  | 720  | 793  | 837  | 857  | 847  | 860  | 884  |

| 1901 | 1906 | 1911 | 1921 | 1926 | 1931 | 1936 | 1946 | 1954 |
| ---- | ---- | ---- | ---- | ---- | ---- | ---- | ---- | ---- |
| 939  | 954  | 941  | 677  | 660  | 689  | 628  | 550  | 554  |

| 1962 | 1968 | 1975 | 1982 | 1990 | 1999 | 2004 | 2006 | 2009 |
| ---- | ---- | ---- | ---- | ---- | ---- | ---- | ---- | ---- |
| 519  | 467  | 477  | 448  | 423  | 426  | 423  | 421  | 415  |

| 2014 | 2019 | 2022 | - | - | - | - | - | - |
| ---- | ---- | ---- | - | - | - | - | - | - |
| 435  | 379  | 368  | - | - | - | - | - | - |

## Culture locale et patrimoine

### Lieux et monuments
- Château de Beauvoir des XVe – XVIe siècles, remanié en 1890. Il se présente sous la forme d'un grand logis flanqué de tourelles[22].
- Église de Saint-Pourcain-sur-Besbre.
- Château de Thoury bâti dans la seconde moitié du XIVe siècle et remanié au XVe siècle. Situé au nord-ouest du bourg, Touri se présente sous la forme d'un donjon rectangulaire, flanqué côté cour d'une tourelle d'escalier ronde, en appui sur une courtine polygonale de plan centré qui clôt une cour ou se dressent les logis. On accède à la cour par une tour-porte carrée, couronnée de mâchicoulis et dotée aux angles extérieurs de deux échauguettes, qui commandait le pont-levis. Le « donjon » est encadré d'une tour circulaire et d'une autre semi-circulaire, avec dans l'angle opposé une autre grosse tour cylindrique[22].
- Le Pal, à la fois parc d'attractions et parc zoologique.

### Personnalités liées à la commune
- Goussaut de Thoury, seigneur de Thoury.